# Robert Guédiguian
Robert Guédiguian, né le 3 décembre 1953 à Marseille, est un réalisateur de cinéma, producteur et scénariste français d'origines arménienne et allemande.
En 1997, il est récompensé par le prix Louis-Delluc pour son film Marius et Jeannette, sélectionné au festival de Cannes 1997 dans la section Un certain regard.

## Biographie

### Enfance et formation
Né à Marseille, Robert Guédiguian est d'origine arménienne par son père et allemande par sa mère et fils d'un ouvrier électricien travaillant à bord des bateaux dans le port de la ville. Il fréquente assidument les salles de cinéma durant son enfance et son adolescence. Il quitte ensuite sa ville natale, dont il fait cependant le décor de prédilection de ses films.
C’est à travers Marseille et, particulièrement le quartier de L'Estaque, qu'il scrute l’histoire de ceux qu’il appelle, en référence à Victor Hugo, les « pauvres gens » : ouvriers, salariés, petits patrons, chômeurs, déclassés.

### Carrière

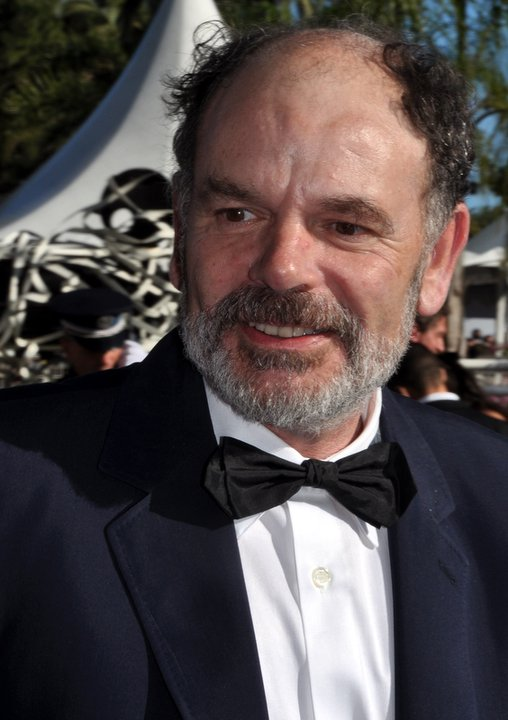
Jean-Pierre Darroussin, un des acteurs fétiches de Guédiguian depuis Ki lo sa ? en 1985.

Dans presque tous les films de Robert Guédiguian se trouvent trois comédiens récurrents – ensemble ou deux par deux : sa compagne et « muse » Ariane Ascaride, Gérard Meylan et Jean-Pierre Darroussin. Il entretient également une relation continue avec le scénariste Jean-Louis Milesi, Gilles Taurand et Serge Valletti, une troupe d’acteurs et une équipe technique (le monteur Bernard Sasia, le chef opérateur Pierre Milon, l’ingénieur du son Laurent Lafran, le décorateur Michel Vandestien, le directeur de production Malek Hamzaoui, etc.). Dans les années 2000, tout en conservant une indéfectible confiance à l'égard d'Ascaride, Meylan et Darroussin, mais aussi Jacques Boudet, second rôle récurrent, Guédiguian intègre de nouveaux comédiens qu'il fidélise au fil des réalisations, comme Grégoire Leprince-Ringuet ou Anaïs Demoustier.
En dehors des fictions ayant pour cadre la cité phocéenne, il a réalisé une commande sur les derniers jours de François Mitterrand (Le Promeneur du Champ-de-Mars, 2005) et rendu hommage à un pays, l'Arménie, qu’il n’a jamais revendiqué comme sien, mais qu’il découvre dans Le Voyage en Arménie (2006) sans jamais se départir d’un point de vue personnel.
Producteur indépendant, Robert Guédiguian est partenaire d'une maison de production en nom collectif (Agat Films & Cie / Ex Nihilo) qui intervient de façon militante dans la totalité du champ de la création audiovisuelle et du spectacle vivant. Dans son cinéma comme dans son activité de producteur plane l’idée utopique que l’art conscient de lui-même peut changer le monde, sans que l’artiste lucide néglige d’intervenir directement dans le débat public, à l’instar d’un Pier Paolo Pasolini, auteur de référence.
De juin 2016 jusqu'à décembre 2021, il est président de La Cinémathèque de Toulouse,.
En 2018, il est membre du jury au Festival de Cannes, présidé par Cate Blanchett, aux côtés des actrices Léa Seydoux et Kristen Stewart, de la réalisatrice Ava DuVernay, de la chanteuse Khadja Nin, de l'acteur Chang Chen et des réalisateurs Denis Villeneuve et Andreï Zviaguintsev.

### Engagement politique
Robert Guédiguian adhère au Parti communiste français à 14 ans, en 1968 (il a même vendu L'Humanité Dimanche à la criée dans la rue avec Alexandre Adler). Rêvant de devenir un intellectuel communiste, il dévore le Manifeste du parti communiste et La Guerre civile en France. Il est très motivé, jusqu'à l'abandon du programme commun et l'éclatement de la gauche française, à l'automne 1977. Il rend sa carte deux ans plus tard et réalise son premier film.
Robert Guédiguian soutient, sans y adhérer, le Parti de gauche (PG) dès sa fondation en novembre 2008 et la liste du Front de gauche aux élections régionales françaises de 2010[source secondaire nécessaire].
En 2011, il soutient la candidature de Jean-Luc Mélenchon à l'élection présidentielle de 2012[source secondaire souhaitée]. Il renouvelle son soutien en 2017[source secondaire souhaitée] et en 2022, puis soutient la Nouvelle Union populaire écologique et sociale pour les élections législatives de la même année.
En 2022, conjointement avec Ariane Ascaride, il est le parrain de la première prépa cinéma du lycée Marseilleveyre à Marseille.
En 2023, il appelle la diaspora arménienne à faire pression et à soutenir financièrement l'Arménie après l'offensive par l'Azerbaïdjan dans le Haut-Karabakh, notamment en signant le clip vidéo L'Arménie, tous les mois.

### Vie privée
Robert Guédiguian est marié avec l'actrice française Ariane Ascaride. Ils se sont rencontrés à l'université d'Aix-Marseille dans les années 1970 alors qu'elle était militante au sein de l'UNEF. En 1980, Guédiguian la fait jouer dans son premier long métrage, Dernier été. Ascaride est ensuite à l'affiche de tous ses films, à l'exception du Promeneur du Champ-de-Mars en 2005 et de Twist à Bamako en 2021.

## Filmographie
- 1981 : Dernier Été
- 1985 : Rouge Midi
- 1985 : Ki lo sa ?
- 1991 : Dieu vomit les tièdes
- 1993 : L'argent fait le bonheur
- 1995 : À la vie, à la mort !
- 1997 : Marius et Jeannette
- 1998 : À la place du cœur
- 2000 : À l'attaque !
- 2000 : La ville est tranquille
- 2002 : Marie-Jo et ses deux amours
- 2004 : Mon père est ingénieur
- 2005 : Le Promeneur du Champ-de-Mars
- 2006 : Le Voyage en Arménie
- 2008 : Lady Jane
- 2009 : L'Armée du crime[15]
- 2011 : Les Neiges du Kilimandjaro
- 2014 : Au fil d'Ariane
- 2015 : Une histoire de fou
- 2017 : La Villa
- 2019 : Gloria Mundi
- 2021 : Twist à Bamako[16]
- 2023 : Et la fête continue ![17]
- 2024 : La Pie voleuse[18]
- 2026 : Une femme d'aujourd'hui

## Box-office
| Films                         | Années | France            |
| ----------------------------- | ------ | ----------------- |
| Marius et Jeannette           | 1997   | 2 655 205 entrées |
| Les Neiges du Kilimandjaro    | 2011   | 694 158 entrées   |
| Le Promeneur du Champ-de-Mars | 2005   | 588 047 entrées   |
| Marie-Jo et ses deux amours   | 2002   | 571 926 entrées   |
| La Villa                      | 2017   | 552 273 entrées   |
| L'Armée du crime              | 2009   | 428 961 entrées   |
| Gloria Mundi                  | 2019   | 332 385 entrées   |
| À l'attaque !                 | 2000   | 265 714 entrées   |
| Le Voyage en Arménie          | 2006   | 261 456 entrées   |
| À la place du cœur            | 1998   | 258 685 entrées   |
| La ville est tranquille       | 2001   | 244 474 entrées   |
| Mon père est ingénieur        | 2004   | 182 845 entrées   |
| Lady Jane                     | 2008   | 163 565 entrées   |
| Au fil d'Ariane               | 2014   | 125 339 entrées   |
| À la vie, à la mort !         | 1995   | 106 724 entrées   |
| Une histoire de fou           | 2015   | 85 633 entrées    |
| Dieu vomit les tièdes         | 1991   | 11 431 entrées    |

## Distinctions

### Décorations
- Chevalier de la Légion d'honneur (décret du 27 mars 2016[20])
- Officier de l'ordre national du Mérite (2010)[21]
- Officier de l'ordre des Arts et des Lettres[réf. souhaitée]
- Ordre de l'Insigne d'honneur (Arménie)

### Récompenses

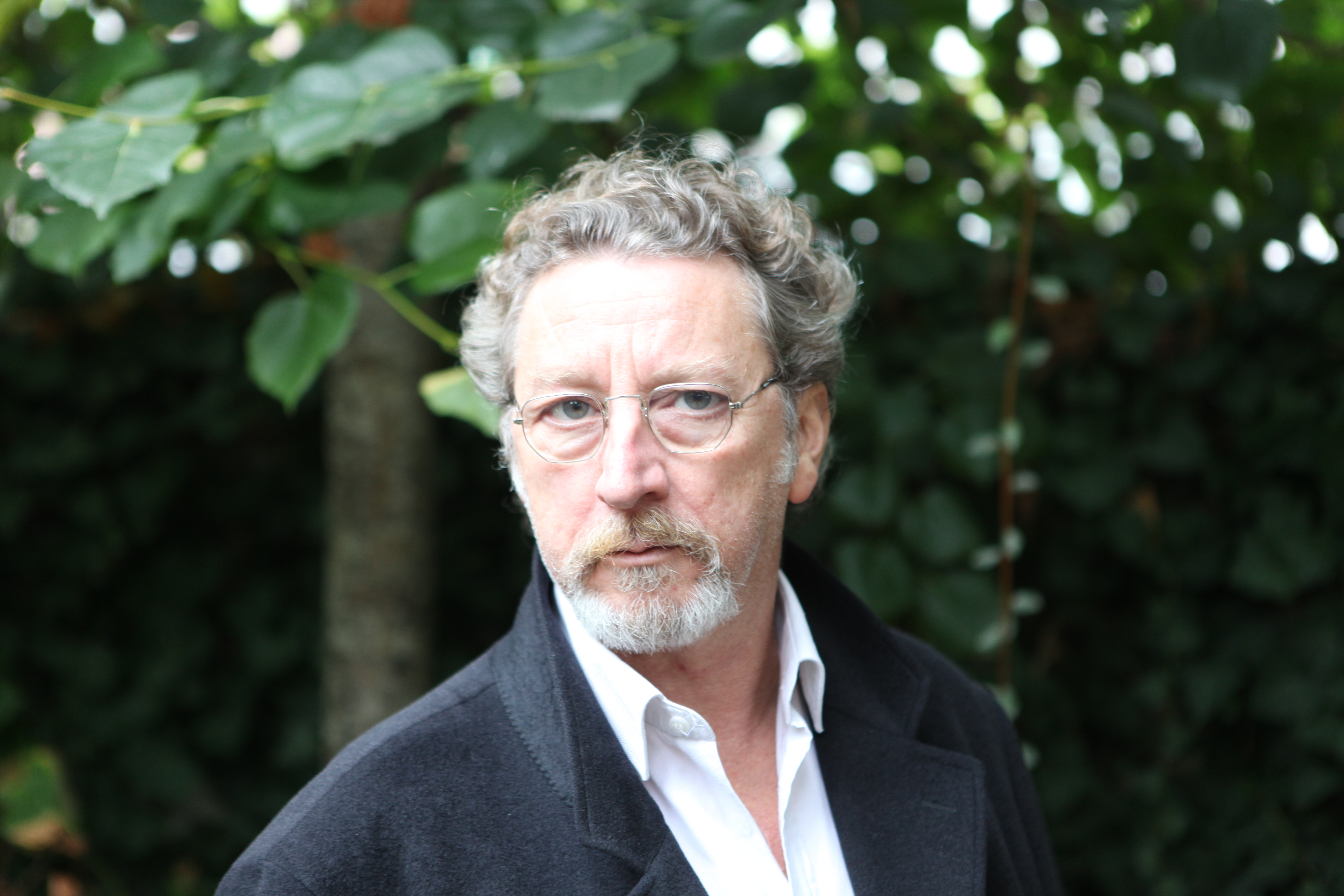
Robert Guédiguian en 2011.

- 1981 : Prix Georges-Sadoul 1981 pour Dernier été
- 1997 : Prix Un certain regard au festival de Cannes 1997 pour Marius et Jeannette
- 1997 : Prix Louis-Delluc pour Marius et Jeannette
- 1998 : Lumière du meilleur film pour Marius et Jeannette
- 1998 : César de la meilleure actrice à Ariane Ascaride pour Marius et Jeannette
- 1998 : Grand prix du jury du festival de Saint-Sébastien pour À la place du cœur
- 2001 : Prix du cinéma européen : Prix Fipresci pour La Ville est tranquille
- 2001 : Grand prix du jury du festival international du film de Valladolid pour La Ville est tranquille
- 2005 : César du meilleur acteur à Michel Bouquet pour Le Promeneur du Champ-de-Mars
- 2009 : Prix des lycéens de la région Île-de-France pour L'Armée du crime
- 2009 : Prix spécial du jury et prix du scénario au festival international du film de Valladolid pour L'Armée du crime
- 2011 : Prix LUX du Parlement européen 2011 pour Les Neiges du Kilimandjaro
- 2012 : Swann d'or du meilleur réalisateur au festival du film de Cabourg pour Les Neiges du Kilimandjaro
- 2012 : Lumière du meilleur scénario pour Les Neiges du Kilimandjaro
- 2018 : Prix du Syndicat de la Critique Cinématographique Italienne (Fiesole)
- 2019 : Prix d'interprétation féminine de la 76e Mostra de Venise à Ariane Ascaride pour Gloria Mundi
- 2020 : Swann d'or du meilleur film au festival du film de Cabourg pour Gloria Mundi
- Pour l'ensemble de sa carrière :
  - 2008 : Prix Henri-Langlois
  - 2010 : Mathias pour l'ensemble de sa carrière et invité d'honneur du 13e festival international des scénaristes à Bourges
  - 2010 : Prix Sergio Amidei en Italie
  - 2014 : Prix René-Clair, décerné par l'Académie française pour l'ensemble de son œuvre cinématographique
  - 2022 : Palme d'honneur à la Mostra de Valencia
  - 2023 : Prix Pier Paolo Pasolini à Naples

### Nominations et sélections
- 5 sélections officielles au festival de Cannes (Marie-Jo et ses deux amours en compétition, L'Armée du crime hors compétition, Une histoire de fou en séance spéciale, Marius et Jeannette et Les Neiges du Kilimandjaro à Un certain regard)
- 2 sélections à la Quinzaine des réalisateurs (Dernier été et Rouge midi)
- 2 sélections officielles à la Berlinale (Lady Jane et Le Promeneur du Champ-de-Mars)
- 3 sélections officielles à la Mostra de Venise (La ville est tranquille, La Villa, Gloria Mundi)
- 10 sélections officielles au festival de Toronto
- César 1998 : nomination au César du meilleur film, du meilleur réalisateur et du meilleur scénario pour Marius et Jeannette

## Publications
- Robert Guédiguian, Jean-Louis Milesi, A la vie à la mort !, Hachette/Arte éditions, 1997, 123 p.  (ISBN 9782012097629)
- Robert Guédiguian, Jean-Louis Milesi, Marius et Jeannette, Hachette/Arte éditions, 1997, 126 p.  (ISBN 9782012097636)
- Robert Guédiguian, La ville est tranquille, éditions L’Ecailler du Sud, 2008, 160 p.  (ISBN 9782352990253)
- Robert Guédiguian, Maryse Dumas et Stéphane Sahuc, Parlons politique : Reconstruisons la gauche, Arcane 17, 2011, 90 p.  (ISBN 978-2-918721-13-0)
- Robert Guédiguian, Marie Desplechin, Ariane Ascaride, Le Voyage en Arménie, éditions LettMotif, 2015, 152 p.  (ISBN 9782367161242)
- Robert Guédiguian en dialogue avec Christophe Kantcheff, Les lendemains chanteront ont-ils encore ?, Éditions Les liens qui libèrent, 2021[22]

## Vidéographie
Un coffret DVD comprenant les vingt films qu'il a réalisé avant Gloria Mundi est édité par Diaphana le 19 novembre 2019.

## Adaptations de son œuvre en bande dessinée
Trois bandes dessinées ont paru chez Emmanuel Proust éditions, inspirées de films de Robert Guédiguian :
- À l'attaque !, scénario de Robert Guédiguian et Jean-Louis Milesi, dessin de Sylvain Dorange, 2004.
- L'argent fait le bonheur, scénario de R. Guédiguian et Jean-Louis Milesi, dessin de Sylvain Dorange, 2005.
- Marius et Jeannette, scénario de R. Guédiguian et Jean-Louis Milesi, dessin de Sylvain Dorange, 2006.

### Documentaires
- Robert sans Robert de Bernard Sasia et Clémentine Yelnik (2013)
- En vérité je vous le dis, conversation avec Robert Guédiguian de Richard Copans (2012)